# Jeffrey Thue
Jeffrey Thue est un lutteur canadien spécialiste de la lutte libre né le 25 janvier 1969 à Regina.

## Biographie
Jeffrey Thue participe aux Jeux olympiques d'été de 1992 à Barcelone dans la catégorie des poids super-lourds et remporte la médaille d'argent.